# Lista kraterów uderzeniowych w Australii
Lista kraterów uderzeniowych w Australii. Zestawienie obejmuje wszystkie potwierdzone struktury pochodzenia impaktowego w Australii wymienione w bazie Earth Impact Database według stanu na dzień 9 sierpnia 2013. W przypadku zgrupowań małych kraterów (jak koło Henbury w Terytorium Północnym) wymieniony jest największy z nich.
Większość kraterów w Australii jest położona w zachodniej części kontynentu, na starej tarczy kontynentalnej – tarczy australijskiej, gdzie zapis zjawisk geologicznych jest najdłuższy.

## Potwierdzone kratery uderzeniowe

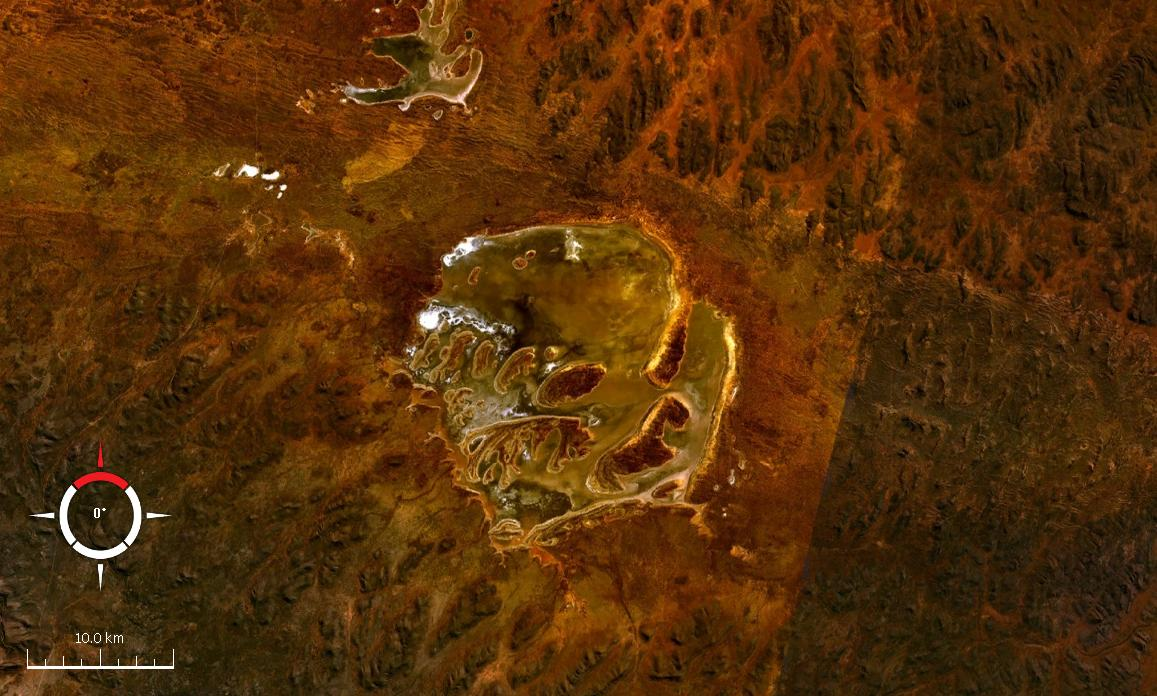
Sezonowe jezioro w kraterze Acraman

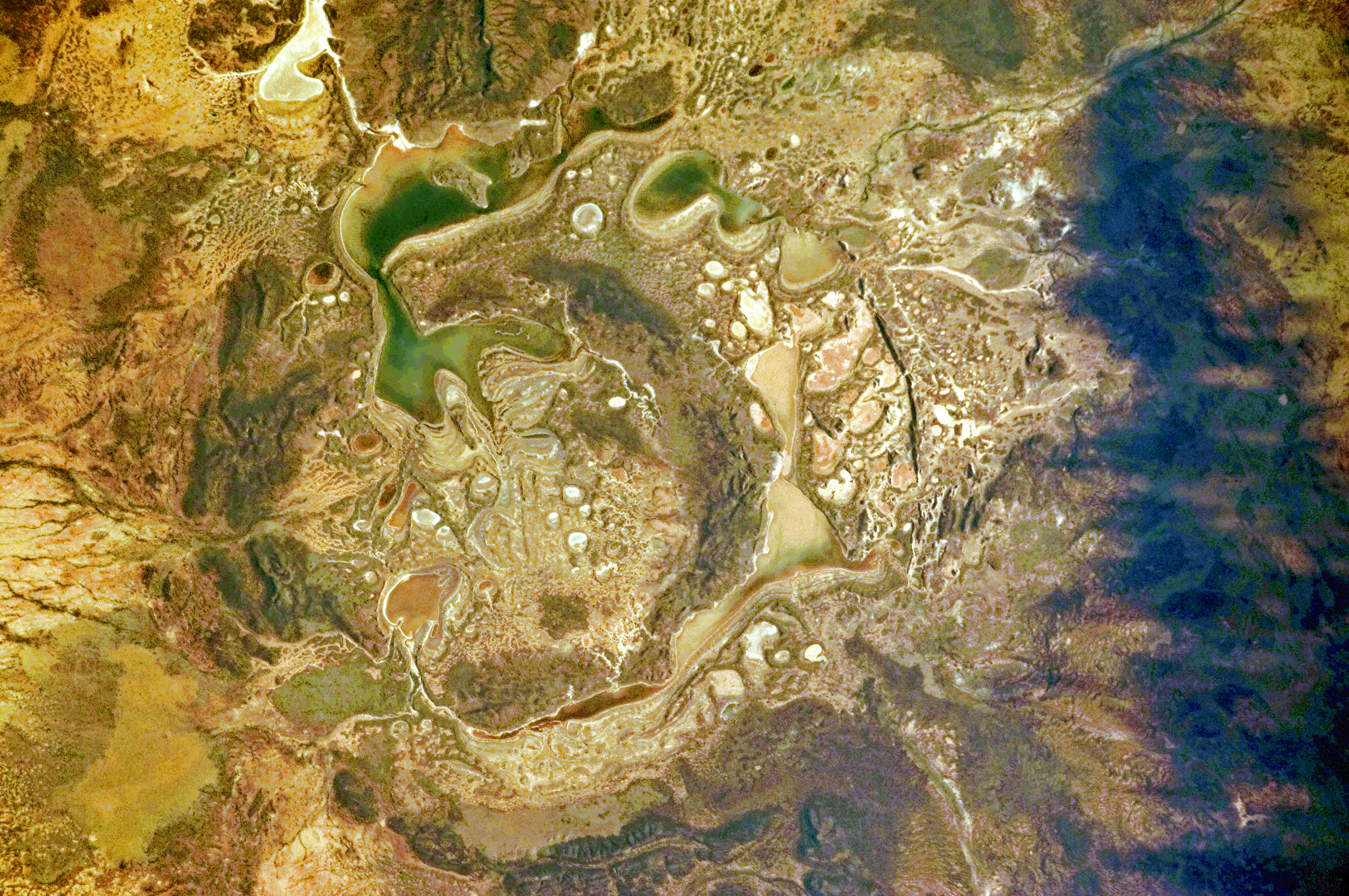
Krater Shoemaker

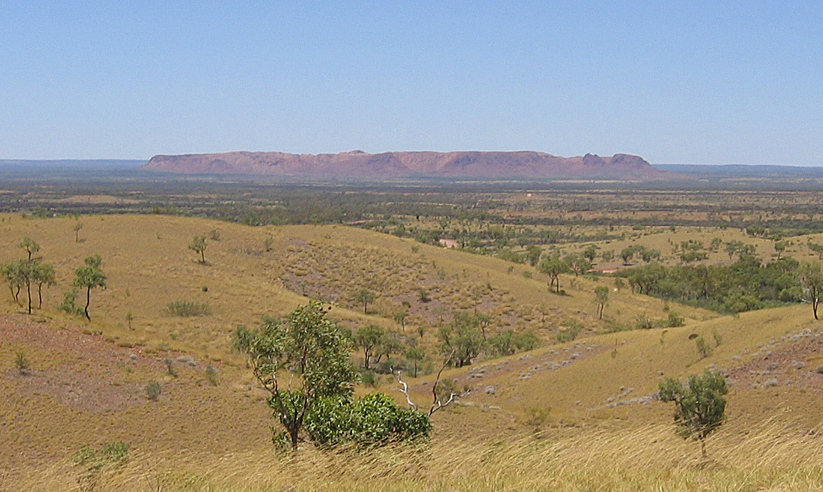
Urwisko Gosses Bluff, wyniesienie centralne krateru, widoczne na horyzoncie

| Nazwa          | Położenie            | Średnica [km] | Wiek (miliony lat) | Współrzędne geograficzne                     |
| -------------- | -------------------- | ------------- | ------------------ | -------------------------------------------- |
| Acraman        | Australia Południowa | 90            | ~590               | 32°01′S 135°27′E/-32,016667 135,450000       |
| Tookoonooka    | Queensland           | 55            | 128 ± 5            | 27°07′S 142°50′E/-27,116667 142,833333       |
| Woodleigh      | Australia Zachodnia  | 40            | 364 ± 8            | 26°03′S 114°40′E/-26,050000 114,666667       |
| Yarrabubba     | Australia Zachodnia  | 30            | ~2000              | 27°10′S 118°50′E/-27,166667 118,833333       |
| Shoemaker      | Australia Zachodnia  | 30            | 1630 ± 5           | 25°52′S 120°53′E/-25,866667 120,883333       |
| Strangways     | Terytorium Północne  | 25            | 646 ± 42           | 15°12′S 133°35′E/-15,200000 133,583333       |
| Gosses Bluff   | Terytorium Północne  | 22            | 142,5 ± 0,8        | 23°49′15″S 132°18′28″E/-23,820833 132,307778 |
| Amelia Creek   | Terytorium Północne  | ~20           | 600-1640           | 20°55′S 134°50′E/-20,916667 134,833333       |
| Glikson        | Australia Zachodnia  | ~19           | <508               | 23°59′S 121°34′E/-23,983333 121,566667       |
| Lawn Hill      | Queensland           | 18            | >515               | 18°40′S 138°39′E/-18,666667 138,650000       |
| Spider         | Australia Zachodnia  | 13            | >570               | 16°44′S 126°05′E/-16,733333 126,083333       |
| Kelly West     | Terytorium Północne  | 10            | >550               | 19°56′S 133°57′E/-19,933333 133,950000       |
| Flaxman        | Australia Południowa | 10            | >35                | 34°37′S 139°04′E/-34,616667 139,066667       |
| Connolly Basin | Australia Zachodnia  | 9             | <60                | 23°32′S 124°45′E/-23,533333 124,750000       |
| Crawford       | Australia Południowa | 8,5           | >35                | 34°43′S 139°02′E/-34,716667 139,033333       |
| Matt Wilson    | Terytorium Północne  | ~7,5          | 1402 ± 440         | 15°30′S 131°11′E/-15,500000 131,183333       |
| Piccaninny     | Australia Zachodnia  | 7             | <360               | 17°32′S 128°25′E/-17,533333 128,416667       |
| Foelsche       | Terytorium Północne  | 6             | >545               | 16°40′S 136°47′E/-16,666667 136,783333       |
| Goat Paddock   | Australia Zachodnia  | 5,1           | <50                | 18°20′S 126°40′E/-18,333333 126,666667       |
| Mount Toondina | Australia Południowa | 4             | <110               | 27°57′S 135°22′E/-27,950000 135,366667       |
| Goyder         | Terytorium Północne  | 3             | <1400              | 13°28′S 135°02′E/-13,466667 135,033333       |
| Liverpool      | Terytorium Północne  | 1,6           | 150 ± 70           | 12°24′S 134°03′E/-12,400000 134,050000       |
| Wolfe Creek    | Australia Zachodnia  | 0,87          | <0,3               | 19°10′S 127°48′E/-19,166667 127,800000       |
| Boxhole        | Terytorium Północne  | 0,17          | 0,0054 ± 0,0015    | 22°37′S 135°12′E/-22,616667 135,200000       |
| Henbury        | Terytorium Północne  | 0,15          | 0,0042 ± 0,0019    | 24°34′S 133°08′E/-24,566667 133,133333       |
| Veevers        | Australia Zachodnia  | 0,08          | <1                 | 22°58′S 125°22′E/-22,966667 125,366667       |
| Dalgaranga     | Australia Zachodnia  | 0,02          | ~0,27              | 27°38′S 117°17′E/-27,633333 117,283333       |

## Domniemane kratery uderzeniowe
Struktury, które są podejrzewane o pochodzenie meteorytowe, ale nie ma co do tego zgody w środowisku naukowym.
| Nazwa                 | Położenie            | Średnica [km] | Wiek (miliony lat) | Współrzędne geograficzne               |
| --------------------- | -------------------- | ------------- | ------------------ | -------------------------------------- |
| Krater East Warburton | Australia Południowa | ≥200          | ≥300               | 28°00′S 140°30′E/-28,000000 140,500000 |